# Sherbro (isola)
Sherbro (nota anche come isola di Bonthe) è un'isola della Sierra Leone. Si trova di fronte alla parte sudoccidentale della costa del paese.

## Descrizione
È separata dalla terraferma dal fiume Sherbro a nord e dallo stretto di Sherbro a est.
L'isola ha una lunghezza di circa 25 km e una larghezza di circa 50, per un'area complessiva vicina ai 600 km². Il principale centro abitato dell'isola è la cittadina di Bonthe, situata nell'estremità orientale dell'isola; nel resto dell'isola si trovano centri più piccoli, principalmente villaggi di capanne. Gli abitanti sono circa 28.457.